# 2. deild Wysp Owczych (2006)
W roku 2006 odbyła się 30. edycja 2. deild Wysp Owczych – trzeciej ligi piłki nożnej Wysp Owczych. W rozgrywkach brało udział 10 klubów z całego archipelagu. Od tego sezonu zaprzestano baraży, dlatego dwa kluby z pierwszych miejsc awansowały do 1. deild. W sezonie 2006 były to: NSÍ II Runavík oraz B36 II Tórshavn. Kluby z dwóch ostatnich miejsc powinny spaść do niższej ligi, jednak utrzymały się z powodu rozwiązania dwóch klubów z 1. deild.

## Uczestnicy
| Uczestnicy 2. deild Wysp Owczych 2005                                                                         | Uczestnicy 2. deild Wysp Owczych 2005 | Uczestnicy 2. deild Wysp Owczych 2005 | Uczestnicy 2. deild Wysp Owczych 2005 |
| --- | ------------------------------------- | ------------------------------------- | ------------------------------------- |
| B68 II | B68 II Toftir                         | 3                                     |                                       |
| NSÍII | NSÍ II Runavík                        | 4                                     |                                       |
| ÍF II | ÍF II Fuglafjørður                    | 5                                     |                                       |
| Fram | Fram Tórshavn                         | 6                                     |                                       |
| EBSII | EB/Streymur II                        | 7                                     |                                       |
| SKÁII | Skála ÍF II                           | 8                                     |                                       |
| Spadek z 1. deild Wysp Owczych 2005                                                                           |                                       |                                       |                                       |
| B36II | B36 II Tórshavn                       | 9                                     |                                       |
| GÍ II | GÍ II Gøta                            | 10                                    |                                       |
| Awans z 3. deild Wysp Owczych 2005                                                                            |                                       |                                       |                                       |
| KÍ III | KÍ III Klaksvík                       |                                       |                                       |
| MB | MB Miðvágur                           |                                       |                                       |
| Oznaczenia: - kolumna pierwsza – skróty nazw drużyn, - kolumna trzecia – miejsce zajęte w poprzednim sezonie. |                                       |                                       |                                       |

## Tabela ligowa
| Lp. | Drużyna                | M  | Z  | R | P  | Bramki | Bramki | Różn. | Pkt | Uwagi             |
| --- | ---------------------- | -- | -- | - | -- | ------ | ------ | ----- | --- | ----------------- |
| 1   | NSÍ II Runavík (M) (A) | 18 | 14 | 2 | 2  | 60     | 22     | +38   | 44  | Awans do 1. deild |
| 2   | B36 II Tórshavn (A)    | 18 | 12 | 3 | 3  | 49     | 19     | +30   | 39  | Awans do 1. deild |
| 3   | EB/Streymur II         | 18 | 10 | 2 | 6  | 50     | 42     | +8    | 32  |                   |
| 4   | MB Miðvágur            | 18 | 9  | 4 | 5  | 36     | 32     | +4    | 31  |                   |
| 5   | GÍ II Gøta             | 18 | 7  | 2 | 9  | 35     | 46     | −11   | 23  |                   |
| 6   | ÍF II Fuglafjørður     | 18 | 6  | 3 | 9  | 42     | 49     | −7    | 21  |                   |
| 7   | Skála ÍF II            | 18 | 6  | 3 | 9  | 45     | 55     | −10   | 21  |                   |
| 8   | KÍ III Klaksvík        | 18 | 5  | 2 | 11 | 50     | 64     | −14   | 17  |                   |
| 9   | Fram Tórshavn          | 18 | 4  | 3 | 11 | 42     | 65     | −23   | 15  |                   |
| 10  | B68 II Toftir          | 18 | 4  | 2 | 12 | 28     | 42     | −14   | 14  |                   |